# Oliver Hart
Oliver Hart (ur. 9 października 1948 w Londynie) – brytyjski ekonomista związany z Uniwersytetem Harvarda, laureat Nagrody Banku Szwecji im. Alfreda Nobla w dziedzinie ekonomii z 2016 roku.

## Życiorys
W 2016 został laureatem Nagrody Banku Szwecji im. Alfreda Nobla w dziedzinie ekonomii za wkład w teorię kontraktu. Wraz z nim został wyróżniony Bengt Holmström.